# بارت زيلر
بارت زيلر (بالإنجليزية: Bart Zeller)‏ هو لاعب كرة قاعدة أمريكي، ولد في 22 يوليو 1941 في شيكاغو هايتس في الولايات المتحدة.

## وصلات خارجية
- بارت زيلر على موقعبيزبول رفرنس.كوم (الدوري الرئيسي) (الإنجليزية)
- بارت زيلر على موقعبيزبول رفرنس.كوم (الدوري الثانوي) (الإنجليزية)